# Јагдпантер
Јагдпантер (у преводу ловачки пантер) је био немачки ловац тенкова коришћен током Другог светског рата од друге половине 1944. године па до краја рата.

## Производња
Серијску производњу Јагдпантера организовала је фабрика МИАГ из Брауншвајга. У почетку производња Јагдпантера једва даје могла да се зове серијска, пошто је месечно прављено свега по неколико комада. Рецимо у марту 1944. године произведено је свега 8 комада. Производња је у старту заостајала за планирано и 2-3 пута. Јуна 1944. године фабрика је бомбардована авионима 8. ваздушне флоте Америчког ратног ваздухопловства. Резултат тог бомбардовања био је: свега 6 произведених Јагдпантера тог месеца. Октобра су амерички авиони поново успешно бомбардовали фабрику МИАГ, услед чега је октобарска производња била свега 8 комада.
Велика оштећења фабрике МИАГ и мала производња Јагдпантера, натерало је немачко министарство наоружања да у производњи укључи још неку фабрику. Избор је пао на фабрику МНХ из Хановера, која је у том тренутку производила тенкове Пантер. Фабрика МНХ је у новембру 1944. године произвала 20. Јагдпантера и још 14. у децембру. У производњу је укључена и фабрика МБА из Потсдама, која је свој први Јагдпантер произвела децембра 1944. године. Јануара 1945. године произведено је укупно 72 Јагдпантера: МИАГ - 35 комада, МНХ - 35 комада и МБА - 2 комада. Без обзира на стална бомбардовања и оскудице у радној снази, министарство наоружања је планирало повећање месечне производње Јагдпантера од планираних фебруарских 70 комада (стварна производња у фебруару била је 42 Јагдпантера) на 100 у јуну 1945. године. По том плану фабрика МИАГ би производила 60 комада а МНХ и МБА по 20 комада месечно.
Последњи Јагдпантери произведени код Фабрике МБА, приступили су јединицама одбране Берлина. 18. и 19. априла 1945. године по један а 22. априла последњих 5 произведених Јагдпантера.
Од октобра 1943. године па до маја 1945. године, произведено је 397-427 Јагдпантера.
Табела производње јагдпантера по месецима и по фирмама.
| Месец | МИАГ | МНХ | МБА | Укупно |
| 1943. година | 1943. година | 1943. година | 1943. година | 1943. година |
| Октобар | Прототип V101                                                                                                   | - | - | 1 |
| Новембар | Прототип V102                                                                                                   | - | - | 1 |
| Децембар | - | - | - | - |
| 1944. година | 1944. година | 1944. година | 1944. година | 1944. година |
| Јануар | 5 | - | - | 5 |
| Фебруар | 7 | - | - | 7 |
| Март | 8 | - | - | 8 |
| Април | 10 | - | - | 10 |
| Мај | 10 | - | - | 10 |
| Јун | 6 | - | - | 6 |
| Јул | 15 | - | - | 15 |
| Август | 14 | - | - | 14 |
| Септембар | 21 | - | - | 21 |
| Октобар | 8 | - | - | 8 |
| Новембар | 35 | 20 | - | 55 |
| Децембар | 37 | 14 | 16 | 67 |
| 1945. година | 1945. година | 1945. година | 1945. година | 1945. година |
| Јануар | 35 | 35 | 2 | 72 |
| Фебруар | 22 | 20 | - | 42 |
| Март | 32 | 13 | 7 | 52 |
| Април | 3 | 10? | 12? | 25? (21-25) |
| Мај | ? | ? | ? | 8? (4-8)* |
| Укупно | 270 | 102 (112) | 25 (37) | 397 (415-427)                                                                                                   |
| У јесен 1945 г. 3**                                                                                             | У јесен 1945 г. 3**                                                                                             | У јесен 1945 г. 3**                                                                                             | У јесен 1945 г. 3**                                                                                             | У јесен 1945 г. 3**                                                                                             |
| * није сигурно, да се производња одвијала маја месеца ** произвели британци ? нема тачних података о производњи | * није сигурно, да се производња одвијала маја месеца ** произвели британци ? нема тачних података о производњи | * није сигурно, да се производња одвијала маја месеца ** произвели британци ? нема тачних података о производњи | * није сигурно, да се производња одвијала маја месеца ** произвели британци ? нема тачних података о производњи | * није сигурно, да се производња одвијала маја месеца ** произвели британци ? нема тачних података о производњи |
| --- | --- | --- | --- | --- |

Топ 88mm ПаК-43/3 Л/71 производила је фирма Dortmund-Hoerder-Heuttenverein AG из Либштата и Дортмунда. Корпус је састављала фирма Brandenburger-Eisenwerke GmbH из Бранденбурга.

## Ратна дејства

### Западни фронт

#### 654. батаљон
Прва јединица наоружана ловцима тенкова Јагдпантер био је 654. батаљон. За комплетирање батаљона није имали довољно возила, па је зато батаљон имао оформњене само две чете. Дана, 11. јуна 1944. године друга чета је располагала са 13 Јагдпантера а при штабу батаљона била су још два командна Јагдпантера. Дана, 15. јуна 1944. године 8 возила из 2. чете 654. батаљона утоварена су на железничке вагоне и отпремњена у Нормандију. Тамо су Јагдпантери укључени у састав Панцер-Лер дивизије. По стању 654. батаљона од 1. јула, потпуно су биле наоружане 2. и 3. чета. У 1. чети још увек није било ниједног ловца тенкова. Сва возила из 2. и 3. чете у пуном саставу су 17. јула отпремњена на фронт, где су укључена у састав 47. оклопног корпуса.
На фронту су у батаљону замењени командни Јагдпантери са командним Пантерима. Дана, 30. јула командант 47. оклопног корпуса је реферисао да су Јагдпантери 654. батаљона уништили 25 савезничка тенка, углавном Черчил Мк. IV из 6. гардијске оклопне бригаде. Сам батаљон је у јулским борбама изгубио 3 возила (2 Јагдпантера и 1 командни Пантер). Крајем јула батаљон је добио попуну у виду 16 Јагдпантера. То је дозволило батаљону да потпуно опреми 1. чету и попуни губитке. Међутим, 10. августа успели су британски војници да заробе готово недирнут Јагдпантер са ознаком на боку 314 (из састава 3. чета).
После борбе код Фалеза (види:Џеп код Фалеза) 654. батаљон је одступио према реци Сени. Реку су успела да пређу 23 Јагдпантера. Дана, 9. септембра 1944. године, батаљон је послат на полигон у Графенверу. Ту су батаљону директно из фабрике МИАГ стизале редовне попуне: 14. октобра - 9 Јагдпантера, 23. октобра - 7 Јагдпантера и 15. новембра још 6 комада. За појачање противавионске одбране у јесен 1944. године, батаљон је добио 8 вучних четвороцевних топова 20 mm и 4 самоходна топа 37 mm (Мобилваген). Поред тога, батаљон је добио и 4 Бергепантера.
Последњих дана новембра батаљон је дејствовао у Алзасу у саставу „групе армија Г“. У тим борбама батаљон је уништио 52 савезничка тенка и друга оклопна возила, уз губитак од 18 својих визила. Дана, 1. децембра батаљон је располагао са 25 исправних Јагдпантера.

#### 559. батаљон
Почетком 1944. године на полигону у Милау на бази 525. тешког армијског батаљона ловаца тенкова био је формиран 559. батаљон (види:Насхорн). У почетку батаљон је добио самоходне противтенковске топове Мардер III. Марта 1944. године батаљон је добио своја прва два Јагдпантера. Крајем августа батаљон је добио 11 Јагдпантера и још 28 различитих Јуришних топова. Дана, 3. септембра пристигло је још 17 Јагдпантера, чиме је њихов број у батаљону достигао бројку од 35 комада. Након завршене попуне и обуке, батаљон је ушао у састав „групе армија Б“, дејствујући на терирорији Холандије. Најжешће борбе батаљон је водио код града Утрехта и канала Алберт. У тим борбама батаљон је изгубио већину своје ратне технике, тако да је 1. новембра 1944. године 559. батаљон располагао са свега 6 исправних Јагдпантера.

#### Друге јединице
У лето 1944. године на полигону Panzerjägerschule у Милау поново је формиран 519. тешки армијски батаљон ловаца тенкова, који је разбијен на Источном фронту у току офанзиве совјетске војске у Белорусији - Операција Багратион (види:Насхорн). Планирано је да се две чете попуне јуришним топовима Штурмгешиц IV, а једна чета Јагдпантерима. Након завршетка попуне и обуке, батаљон је у пуном саставу послат на Западни фронт, где је ушао у састав „групе армија Г“.
На западном фронту дејствовала су још два батаљона који су у свом саставу имали ловце тенкова Јагдпантер. То су били 560. и 655. батаљон. Планирано је да се до почетка Арденске офанзиве опреми Јагдпантерима по једна чета оба батаљона. Међутим Јагдпантере је добио само 560 батаљон, док су први Јагдпантери у 655. батаљону стигли тек 1945. године. Све јединице које су учествовале у Арденској офанзиви су изгубиле по више од пола своје оклопне технике. Рецимо, 654 батаљон је изгубио 56 посто од укупног броја својих оклопних возила.
У Арденској офанзиви, учествовале су три чете из три батаљона. Поред тога, неколко Јагдпантера је било у другим јединицама, као на пример у гренадирској бригади „Фирер“. Командант бригаде пуковник Ханс-Јоахим Калерт, по стању од 16. децембра 1944. године, у сатав 1. батаљона оклопног пука, било је 37 Пантер, од којих су половина били Јагдпантери. У састав 6. армије, дејствовала је чета из 519. батаљона, а Панцер-Лер дивизија је уместо 1. батаљона 130. тенковског пука, у свом саставу имала 559. батаљон. У првим данима битке, батаљон се налазио у резерви, а касније је ушао у састав борбене групе „фон Посингер“. Неколико Јагдпантера из 559. батаљона, Немци су изгубили на улицама Јамеле, а једно возило су напустили на путу, јужно од Ан-сур-Ласа.

### Источни фронт
На Источном фронту, Јагдпантери су приказали себе много скромније. У јануару 1945. године, на истоку је дејствовала свега 10 возила из 563. и 616. батаљона. Још један батаљон – 653-ћи, је хитно пребачен на исток, где је учествовао у борбама у рејонима Грудуска и Цихенау, а потом је учествовао у одбрани Аленштајна. Разбијени батаљони су одступили у Источну Пруску, где су током зиме 1945. године, тотално уништени. Трећа чета 616. батаљона је дејствовала у рејону Бидгошћа и Мирославца.
У 1945. години, Јагдпантери су почели да пристижу поред одељења батаљона ловаца тенкова, и у друге оклопне јединице вермахта (9. оклопна дивизија на западу и 4. оклопна дивизија на истоку) и СС-у (9. СС и 10. СС оклопна дивизија „Фрундсберг“ на истоку). У неколико тенковских батаљона, Јагдпантери су заменили Пантере, а и одељења батаљона ловаца тенкова су добијали појачања, (13. марта 1945. године, 559. батаљон добија 5 Јагдпантера). Слично је било и у 1. батаљону 29. тенковског пука и у 1. батаљону 130. тенковског пука. У оба ова батаљона, по једна чета је наоружана Јагдпантерима.
Разбацивањем снага у последњим месецима рата, доводи до тога, да су Јагдпантери дејстовали на баш свим фронтовима. Рецимо, 560. батаљон је подржавао дејства 12. СС оклопне дивизије у Мађарској, а Јагдпантери из 10. СС оклопне дивизије су се борили у рејону Нижњи Лужоцкој, са деловима 2. армије пољске војске. Поред тога, Јагдпантери су били и у саставу оклопне дивизије „Велика Немачка“
Дана, 1. марта 1945. године, у јединицама немачке војске се налазило укупно 202 Јагдпантера.

## Преживели Јагдпантери
Данас се у различитим музејима у свету налази 10 сачуваних Јагдпантера.
- Империјски војни музеј - Лондон, Велика Британија
- Тенковски музеј - Сомир, Француска
- Артиљеријски музеј америчке армије - Абердин, Мериленд, Сједињене Америчке Државе
- Тенковски музеј - Бовингтон, Енглеска
- Тенковски музеј Кубинка - Москва, Русија
- Ауто и технички музеј Зинсхајм -Зинсхајм, Немачка
- Тенковски музеј Тун - Тун, Швајцарска
- - Кобленц, Немачка
- Асоцијација SDKFZ, Енглеска
- Тенковски музеј - Минстер, Немачка